# Gneixendorf (Gemeinde Krems)
Gneixendorf ist ein Ort und eine Katastralgemeinde in der Statutarstadt Krems an der Donau in Niederösterreich.

## Geografie
Das Dorf liegt nördlich von Krems an der Donau und wird von der Landesstraße L7081 erschlossen, zu der im Ort die L7080 und die L7039 einmünden.
Östlich von Gneixendorf liegt die Kremser Straße.

## Verbauung
Durchmischte überwiegend eingeschoßige traufständige Verbauung teils siedlungsmäßig erweitert.

## Geschichte
Der Ort wurde 1141 urkundlich genannt.
Letzte Inhaber der Herrschaft Gneixendorf, der auch die Gülte Baumgartenberg, Wasserhof, Trautingerhof und das fürstl. Liechtenstein’sche Lehen angehörten, war Friedrich Ritter von Kleyle, bis in Folge der Reformen 1848/1849 die Allodialherrschaft aufgelöst wurde.
Laut Adressbuch von Österreich waren im Jahr 1938 in der Ortsgemeinde Gneixendorf zwei Gastwirte, eine Gemischtwarenhändlerin, zwei Schuster und einige Landwirte ansässig.
Von 1939 bis 1945 befand sich in Gneixendorf das Kriegsgefangenenlager STALAG XVII B Krems-Gneixendorf.

## Öffentliche Einrichtungen
In Gneixendorf befindet sich ein Kindergarten.

## Kultur und Sehenswürdigkeiten
- Schloss Wasserhof
- Beethovenhaus Gneixendorf
- Katholische Ortskapelle Gneixendorf Heiligstes Herz Jesu

## Verkehr
- Flugplatz Krems-Langenlois

## Persönlichkeiten
- Johann Graf von Mallenthein (1682–1749), Textilunternehmer
- Rosemarie von Schweitzer (* 1927 auf Schloss Wasserhof; † 2020 in Lich), deutsche Haushaltswissenschaftlerin und Hochschullehrerin
- Sigi Maron (1944–2016), Liedermacher, in Gneixendorf aufgewachsen